# 什马科夫卡河
什马科夫卡河（俄语：Река Шмаковка）是滨海边疆区的河流，源起奥尔霍卡村，长46公里，流域面积186平方公里，在距河口1公里处注入别拉亚河。落差12.4米，宽8至10米，深0.4至1.5米，西伯利亚大铁路跨过。

## 引用
1. ↑  . primpogoda.ru.   [2019-03-14]. （原始内容存档于2022-12-03） （俄语）.
2. ↑  А·П·穆拉诺夫. . 列宁格勒: 气象出版社. 1966 （俄语）.
3. ↑  . 列宁格勒: 气象出版社 （俄语）.
4. ↑  Т·А·基谢尔科瓦娅. . 列宁格勒: 气象出版社. 1977 （俄语）.